# Droga krajowa B523 (Niemcy)
Droga krajowa 523 (niem. Bundesstraße 523) – niemiecka droga krajowa przebiegająca na osi wschód-zachód w Badenii-Wirtembergii i łączy B14 w Tuttlingen z B33 w Villingen, przecinając po drodze A81 i B27 z którą, koło Schwenningen am Neckar, łączy się na ok. 5 km.
Droga oznakowana jako B523 od lat 80. XX w.